# Caballo de sangre caliente

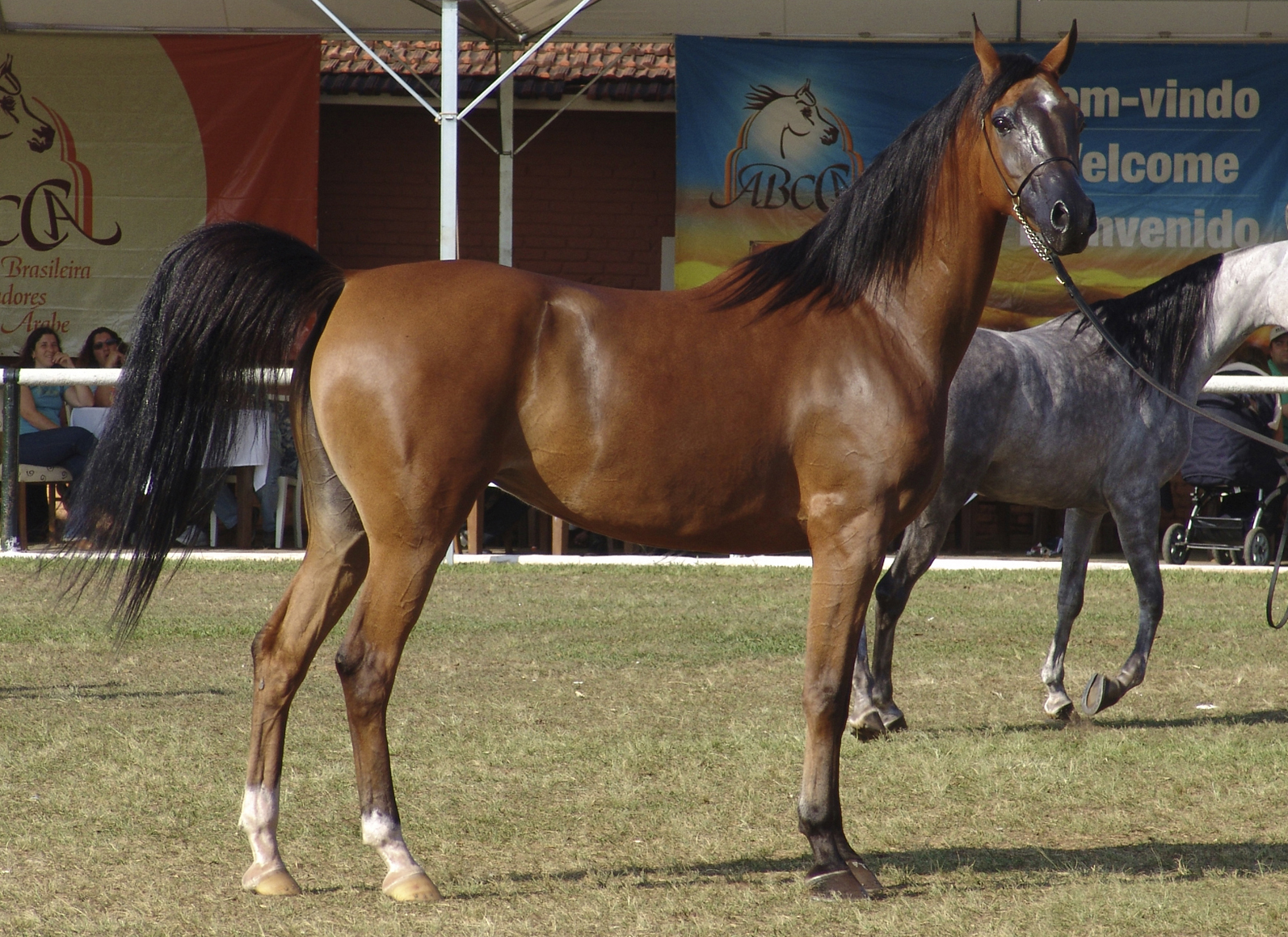
Purasangre árabe

Caballo de sangre caliente o caballo casi de sangre son expresiones corrientes del dominio de la cría equina, que designan a un caballo perteneciente a una raza viva y rápida, como el purasangre inglés, o un caballo que es cruza pero muy próximo a éste o a un purasangre árabe.
Corresponde destacar que los caballos son mamíferos y por tanto, desde el punto de vista biológico, son todos animales de sangre caliente (en el sentido que son capaces de modificar su propia temperatura dentro de ciertos límites). No obstante, las designaciones caballo de sangre caliente y caballo de sangre fría son expresiones coloquiales admitidas en su utilización en un contexto informal, y que se han arraigado a través del uso.

## Definición
La expresión «casi de sangre» es utilizada para designar a un caballo que tiene un muy fuerte porcentaje genético del purasangre árabe o inglés, sus ascendientes cercanos son de estas razas. Este tipo de caballos se selecciona generalmente para la práctica de los deportes hípicos o ciertos deportes ecuestres como el concurso completo de equitación.
Los caballos demi-sangre se prefieren generalmente en doma clásica y salto de obstáculos. Los caballos de sangre caliente son reputados, más sensibles, con más carácter propio y menos rústicos, que los caballos de sangre fría, además de perdonar y olvidar menos los errores de los jinetes, y además de dar más trabajo en cuanto a los cuidados. En particular, los purasangre ingleses requieren varios tipos de cuidados específicos.

## Razas y tipos de caballo de sangre caliente
- Caballo Anglo-árabe
- Purasangre árabe
- Purasangre inglés
- Caballo lusitano
- Pura sangre española
- Caballo bereber
- Caballo Akhal-Teke